# Marathon de New York 2011
Navigation
Édition précédente Édition suivante
Le Marathon de New York de 2011 est la 42e édition du Marathon de New York aux États-Unis qui a eu lieu le dimanche 7 novembre 2011. C'est le cinquième et dernier des World Marathon Majors à avoir lieu en 2011. Le Kényan Geoffrey Mutai remporte la course masculine avec un temps de 2 h 5 min 6 s, signant un nouveau record de l'épreuve. L'Éthiopienne Firehiwot Dado s'impose chez les femmes en 2 h 23 min 15 s.

## Résultats

### Hommes
| Rang | Athlète                   | Nationalité | Temps                |
| ---- | ------------------------- | ----------- | -------------------- |
|      | Geoffrey Mutai            | Kenya       | 2 h 05 min 06 s (CR) |
|      | Emmanuel Mutai            | Kenya       | 2 h 06 min 28 s      |
|      | Tsegaye Kebede            | Éthiopie    | 2 h 07 min 14 s      |
| 4    | Gebregziabher Gebremariam | Éthiopie    | 2 h 08 min 00 s      |
| 5    | Jaouad Gharib             | Maroc       | 2 h 08 min 26 s      |
| 6    | Meb Keflezighi            | États-Unis  | 2 h 09 min 13 s      |
| 7    | Abdellah Falil            | Maroc       | 2 h 10 min 35 s      |
| 8    | Mathew Kisorio            | Kenya       | 2 h 10 min 58 s      |
| 9    | Ezkyas Sisay              | Éthiopie    | 2 h 11 min 04 s      |
| 10   | Ed Moran                  | États-Unis  | 2 h 11 min 47 s      |

### Femmes
| Rang | Athlète             | Nationalité      | Temps           |
| ---- | ------------------- | ---------------- | --------------- |
|      | Firehiwot Dado      | Éthiopie         | 2 h 23 min 15 s |
|      | Buzunesh Deba       | Éthiopie         | 2 h 23 min 19 s |
|      | Mary Keitany        | Kenya            | 2 h 23 min 38 s |
| 4    | Ana Dulce Félix     | Portugal         | 2 h 25 min 40 s |
| 5    | Kim Smith           | Nouvelle-Zélande | 2 h 25 min 46 s |
| 6    | Caroline Kilel      | Kenya            | 2 h 25 min 57 s |
| 7    | Caroline Rotich     | Kenya            | 2 h 27 min 06 s |
| 8    | Isabellah Andersson | Suède            | 2 h 28 min 29 s |
| 9    | Jo Pavey            | Royaume-Uni      | 2 h 28 min 42 s |
| 10   | Galina Bogomolova   | Russie           | 2 h 29 min 03 s |

### Fauteuils roulants (hommes)
| Rang | Athlète            | Nationalité | Temps           |
| ---- | ------------------ | ----------- | --------------- |
|      | Alessandro Zanardi | Italie      | 1 h 13 min 58 s |
|      |                    |             | + 2 secondes    |
|      |                    |             |                 |

### Fauteuils roulants (femmes)
| Rang | Athlète | Nationalité | Temps |
| ---- | ------- | ----------- | ----- |
|      |         |             |       |
|      |         |             |       |
|      |         |             |       |